# Variola louti
Variola louti е вид бодлоперка от семейство Serranidae. Видът не е застрашен от изчезване.

## Разпространение и местообитание
Разпространен е в Австралия, Американска Самоа, Британска индоокеанска територия, Бруней, Вануату, Джибути, Египет, Еритрея, Йемен, Израел, Индия, Индонезия, Йордания, Кения, Кирибати, Китай, Кокосови острови, Коморски острови, Мавриций, Мадагаскар, Майот, Малайзия, Малдиви, Малки далечни острови на САЩ, Маршалови острови, Мианмар, Микронезия, Мозамбик, Науру, Ниуе, Нова Каледония, Оман, Остров Рождество, Острови Кук, Палау, Папуа Нова Гвинея, Питкерн, Провинции в КНР, Реюнион, Самоа, Саудитска Арабия, Северни Мариански острови, Сейшели, Соломонови острови, Сомалия, Судан, Тайван, Тайланд, Танзания, Токелау, Тонга, Тувалу, Уолис и Футуна, Фиджи, Филипини, Френска Полинезия, Шри Ланка, Южна Африка, Южна Корея и Япония.
Обитава крайбрежията на океани, морета, заливи, лагуни и рифове в райони с тропически климат. Среща се на дълбочина от 3 до 100 m, при температура на водата от 25,4 до 29,1 °C и соленост 34,1 – 35,4 ‰.

## Описание
На дължина достигат до 83 cm, а теглото им е не повече от 12 kg.
Популацията на вида е стабилна.